# Birger Jonson

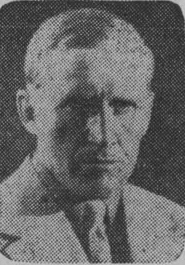
Birger Jonson.

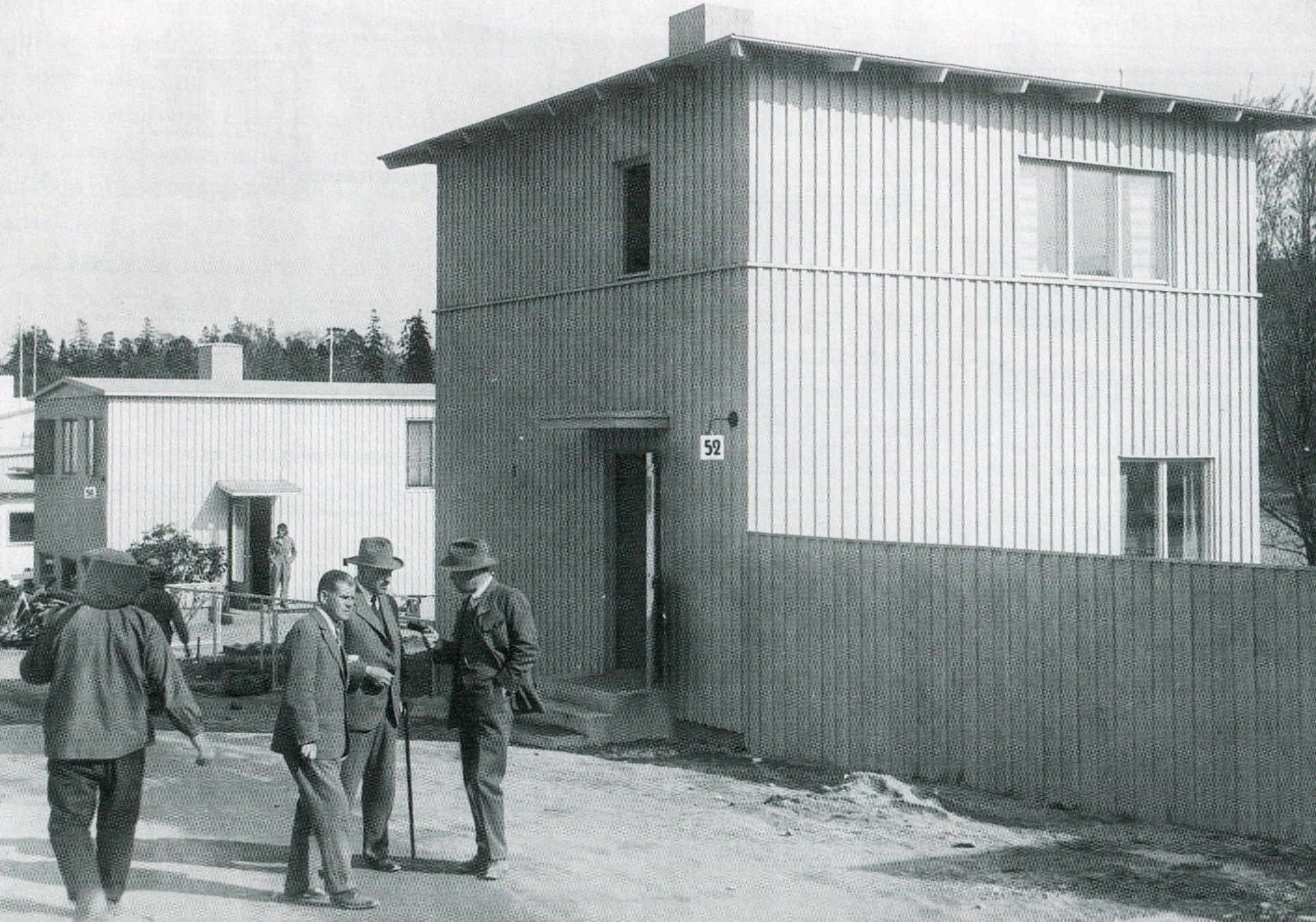
Villa 52 på Stockholmsutställningen 1930.

Birger Gerhard Jonson, född 21 januari 1890 i Skövde, död 27 februari 1977 i Hägersten, var en svensk arkitekt.

## Biografi
Jonson tog examen vid Kungliga Tekniska högskolan i Stockholm 1916 och studerade sedan två år vid Kungliga Akademien för de fria konsterna i Stockholm. Han anställdes därefter av Ivar Tengbom, där han arbetade 1918-1926. På Tengboms kontor arbetade han bland annat med Stockholms konserthus. År 1928 blev han tjänstgörande arkitekt utom stat vid Byggnadsstyrelsen.
Birger Jonson kom att bli företrädare för de nya radikala arkitekturidéer som presenterats på Stockholmsutställningen 1930 under benämningarna funktionalism och modernism. Filadelfiakyrkan (1929–1930) på Rörstrandsgatan 7 i Stockholm, som uppfördes efter Jonsons ritningar, betraktas som ett av funktionalismens genombrottsverk.
År 1931 tillträdde han tjänsten som chefsarkitekt vid Statens Järnvägars arkitektkontor där den nya stilen kom till uttryck i järnvägshusen. I den numera byggnadsminnesmärkta Falköpings centralstation (1934–1935) utvecklade Jonson den tidiga funktionalismens idéer. Under perioden förstatligades merparten av de enskilda järnvägarna och i samband med det skedde många rivningar och ombyggnader. Under beredskapstidens brist på byggmaterial utformades stationshusen ofta som enkla envåningshus i tegel eller trä. Effektivisering och förbilligande var ledorden i den från andra transportsätt allt mer konkurrensutsatta järnvägen. 75 nya stationshus hade tillkom under Jonsons tid, oftast som ersättning för något som rivits, då han 1955 lämnade tjänsten.
På 1940-talet anlitades han även som arkitekt för utformningen av nya skol- och gymnastikbyggnader på Eolshäll som kom att kallas Göte Olssons pojkhem. Från 1956 drev han sedan egen verksamhet med sonen arkitekt Sten Jonson.
Han var son till byggmästaren Frans Jonson och Maria Andersson samt från 1915 gift med Helny Gustavsson (1889–1984). Makarna Jonson är begravda på Skogskyrkogården i Stockholm.

## Bildgalleri

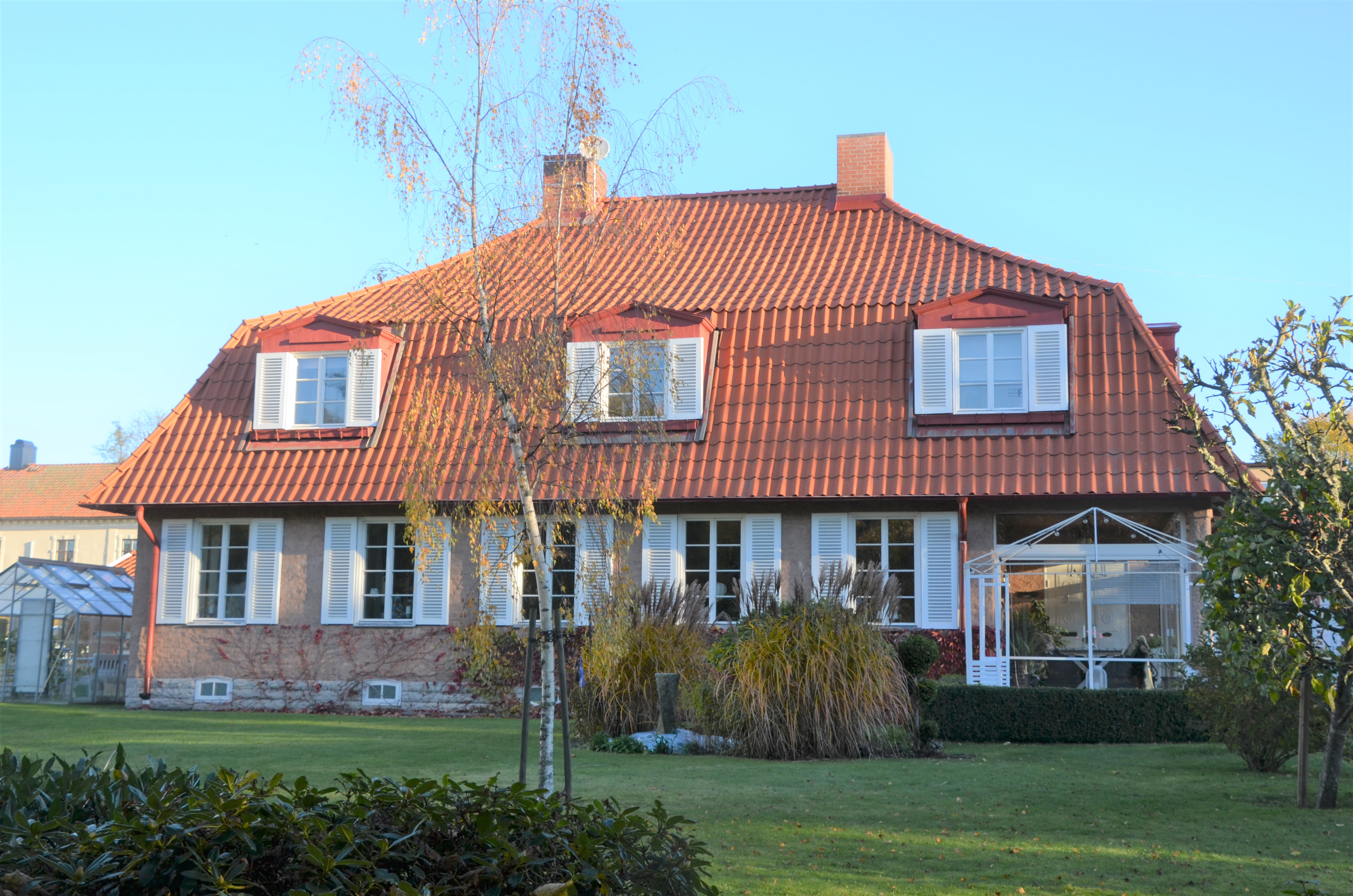
Villa Forsell, Floragatan 8 i Hjo, 1922
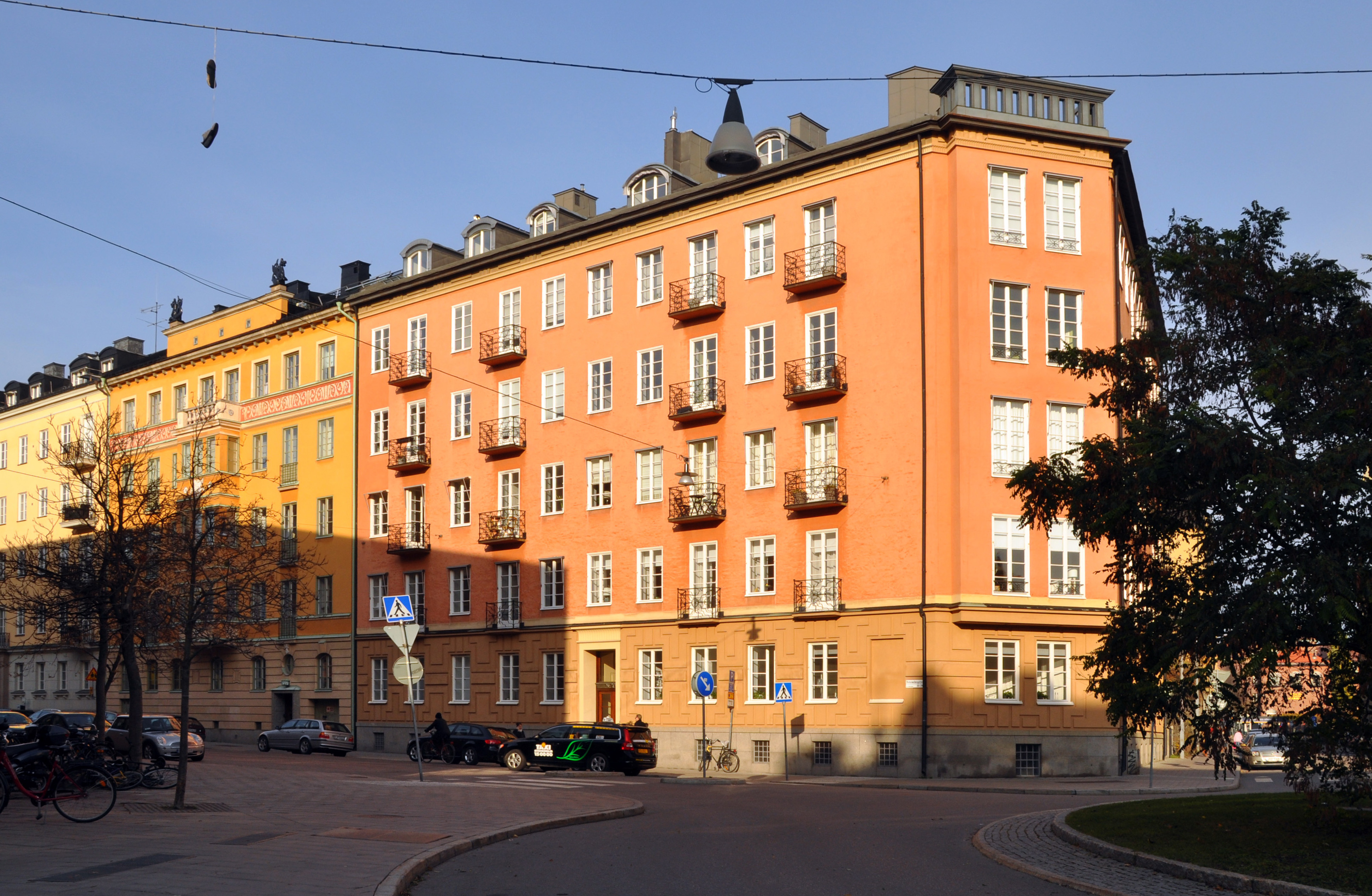
Östermalmsgatan 29 i Stockholm, 1928
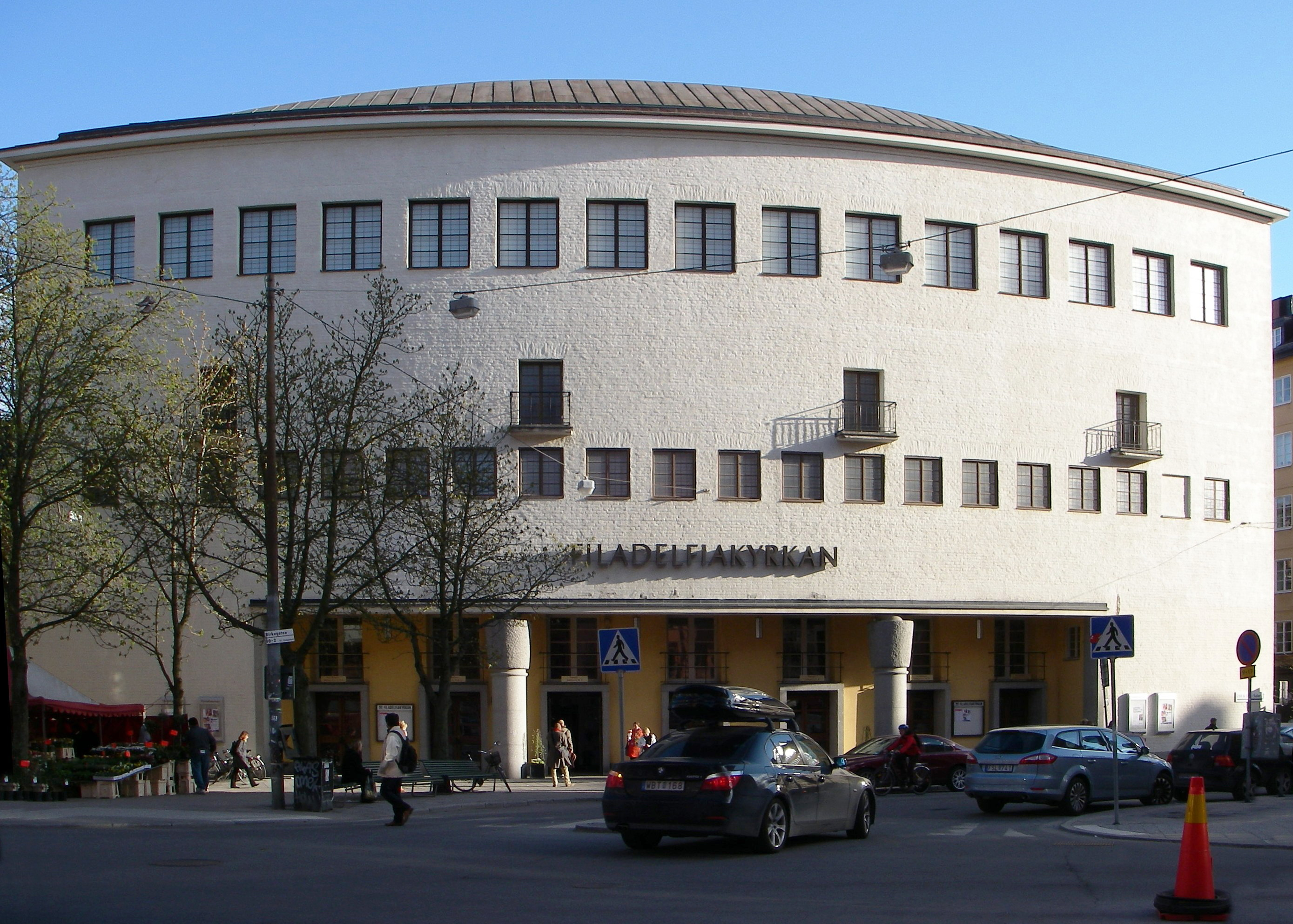
Filadelfiakyrkan, Stockholm, 1929–1930
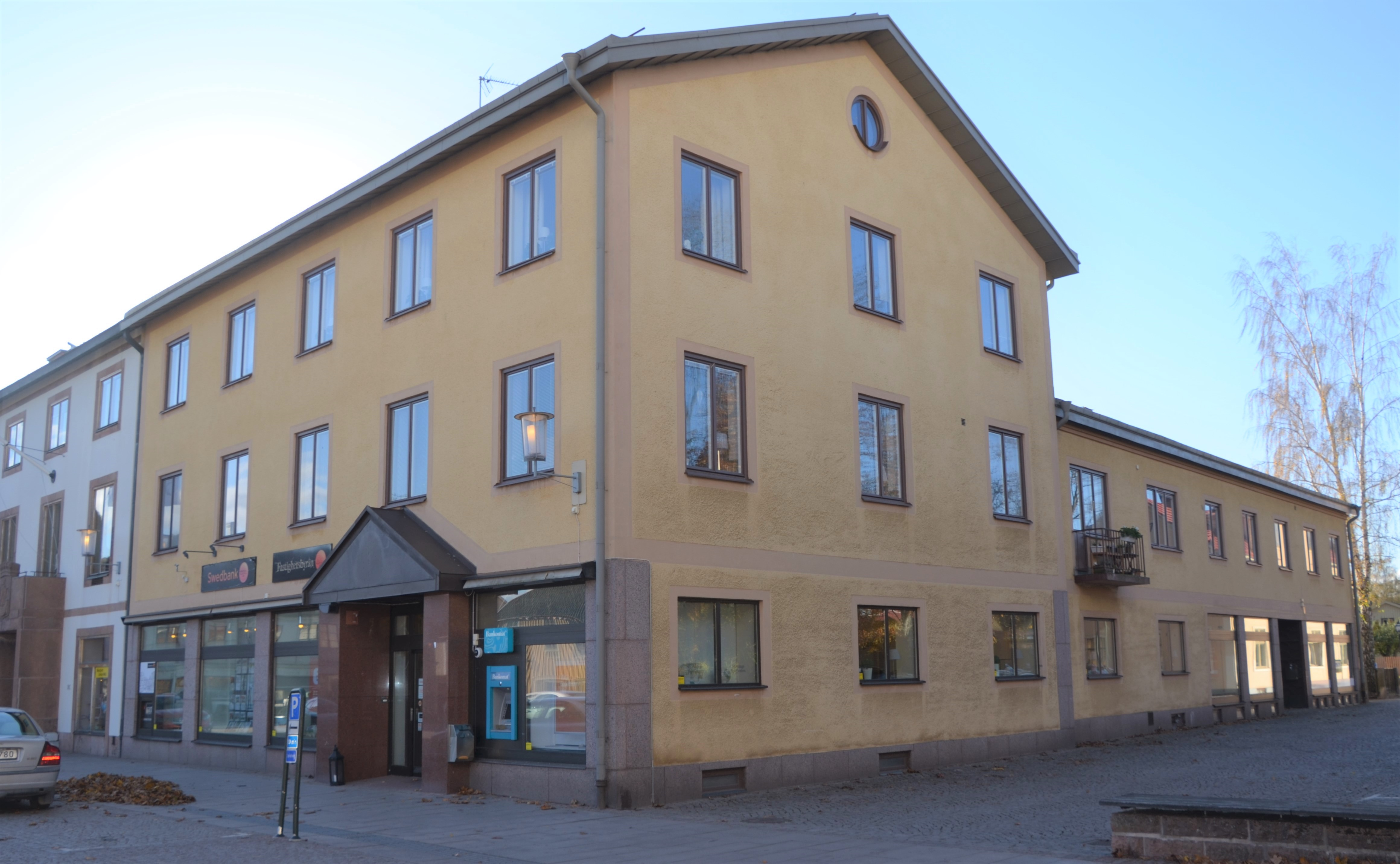
Sparbankshuset i Hjo, 1931
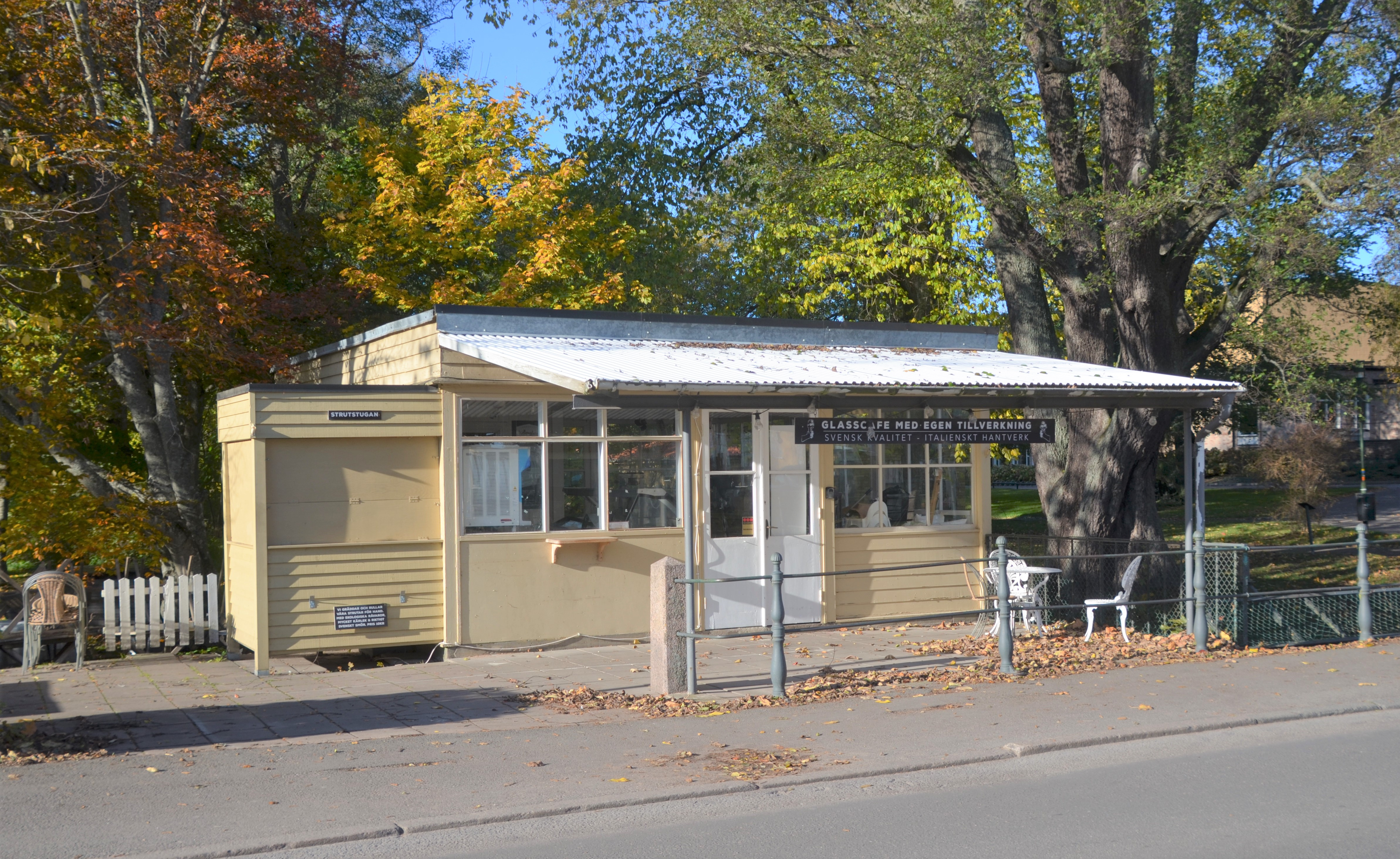
Serveringskiosken vid Norrbro i Hjo, 1933
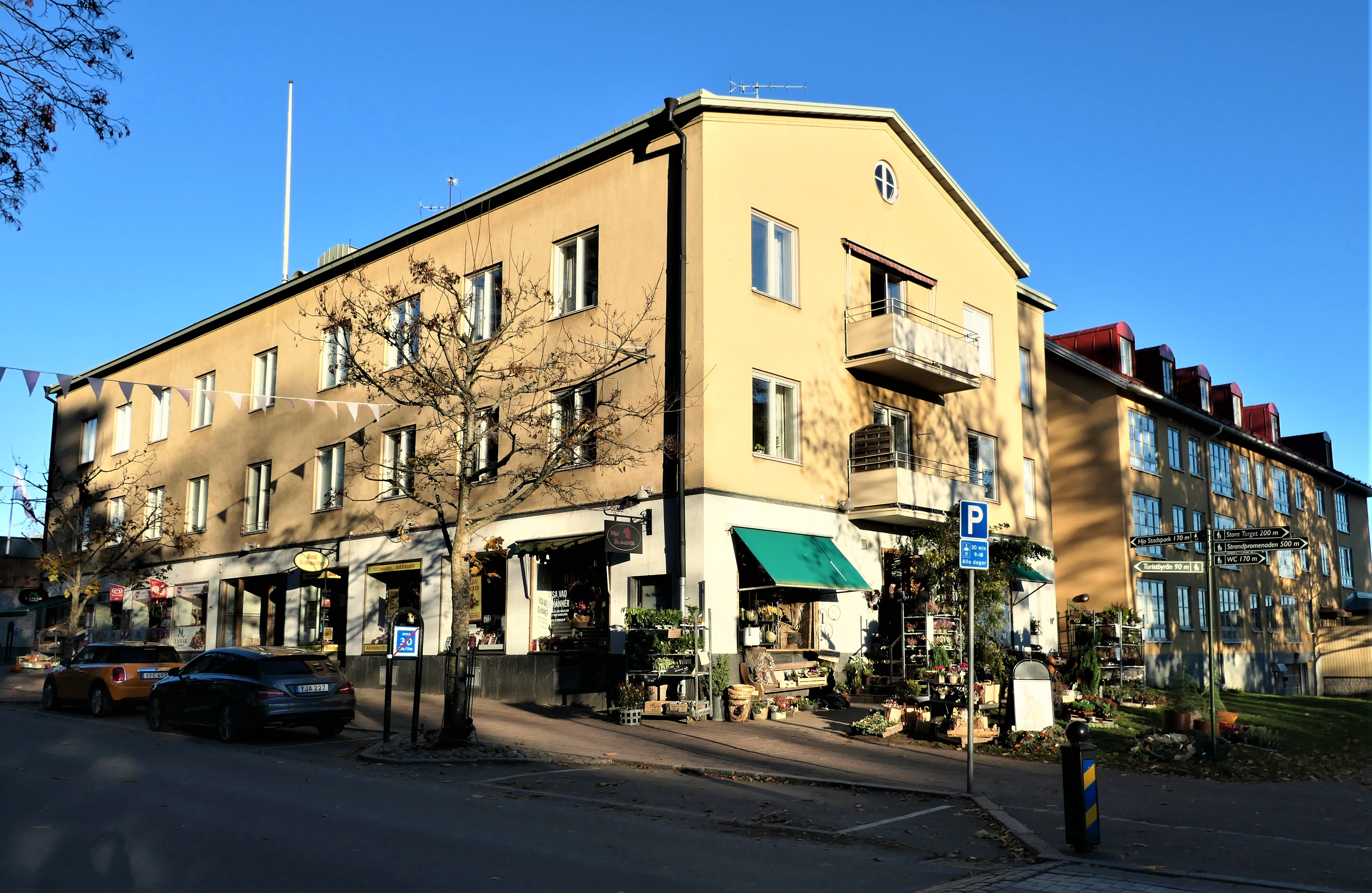
Hamngatan 16 i Hjo, 1934–1935
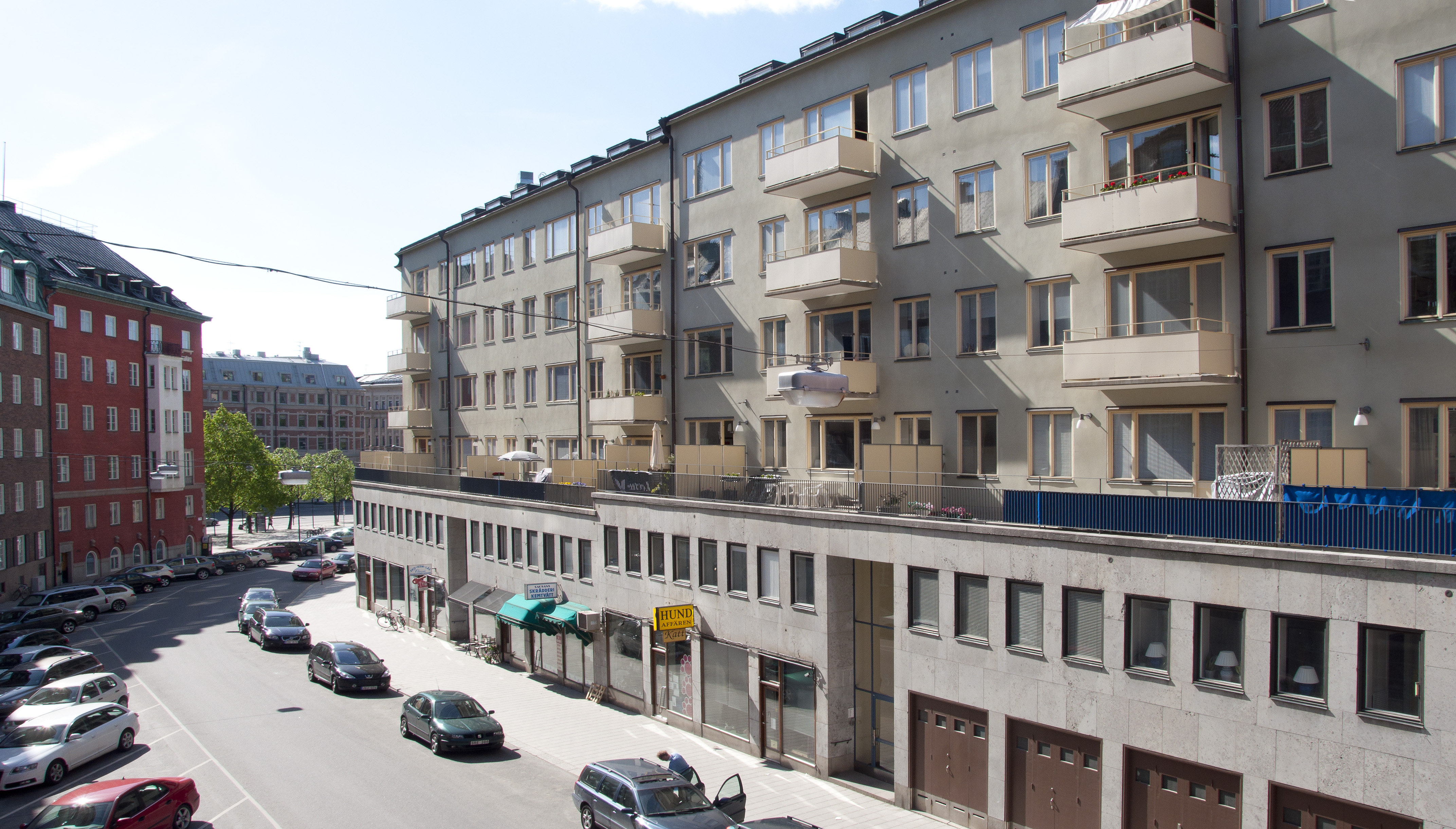
Runebergsgatan 1-5 i Stockholm, 1934–1935
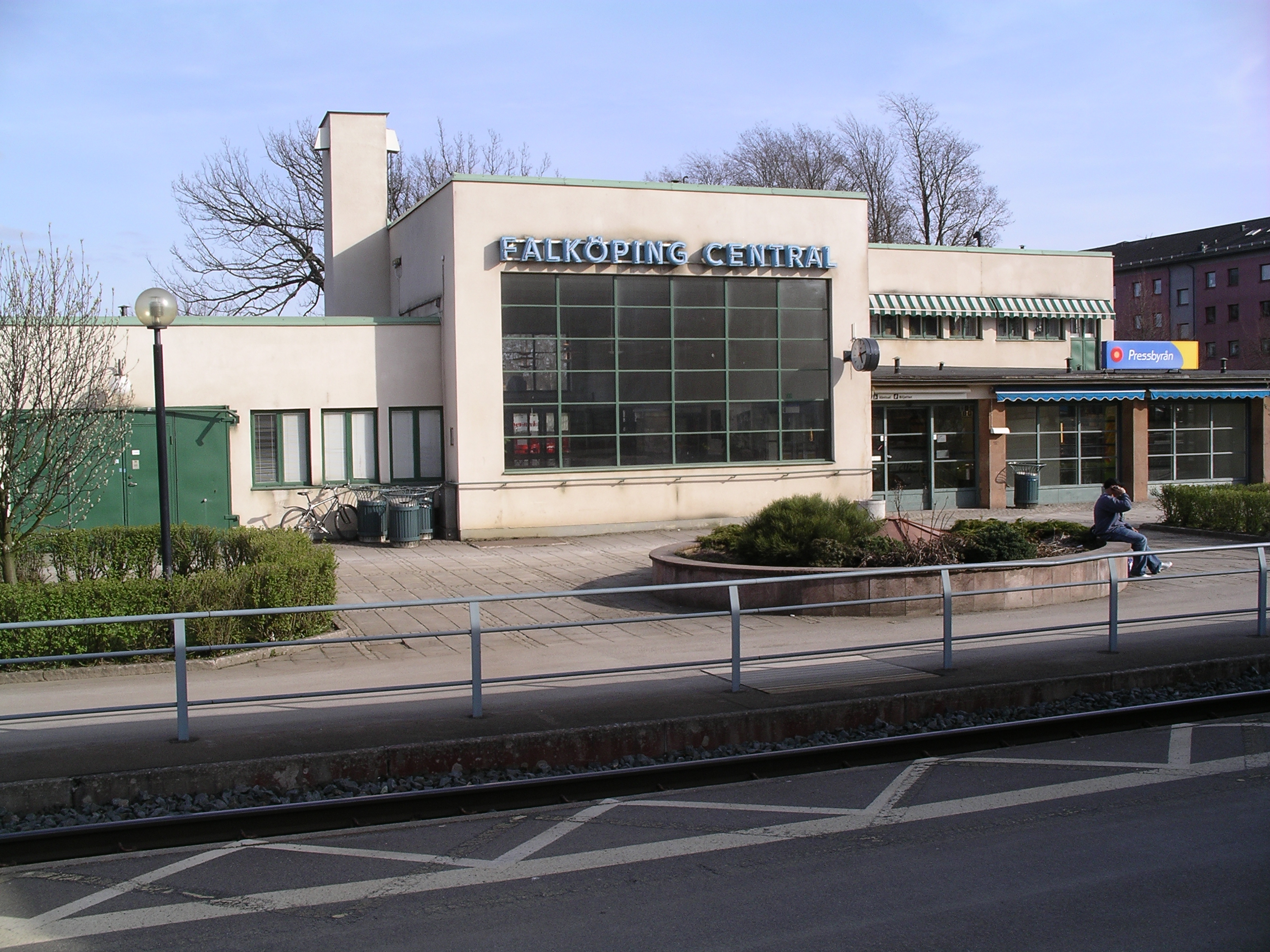
Falköpings centralstation, 1934–1935
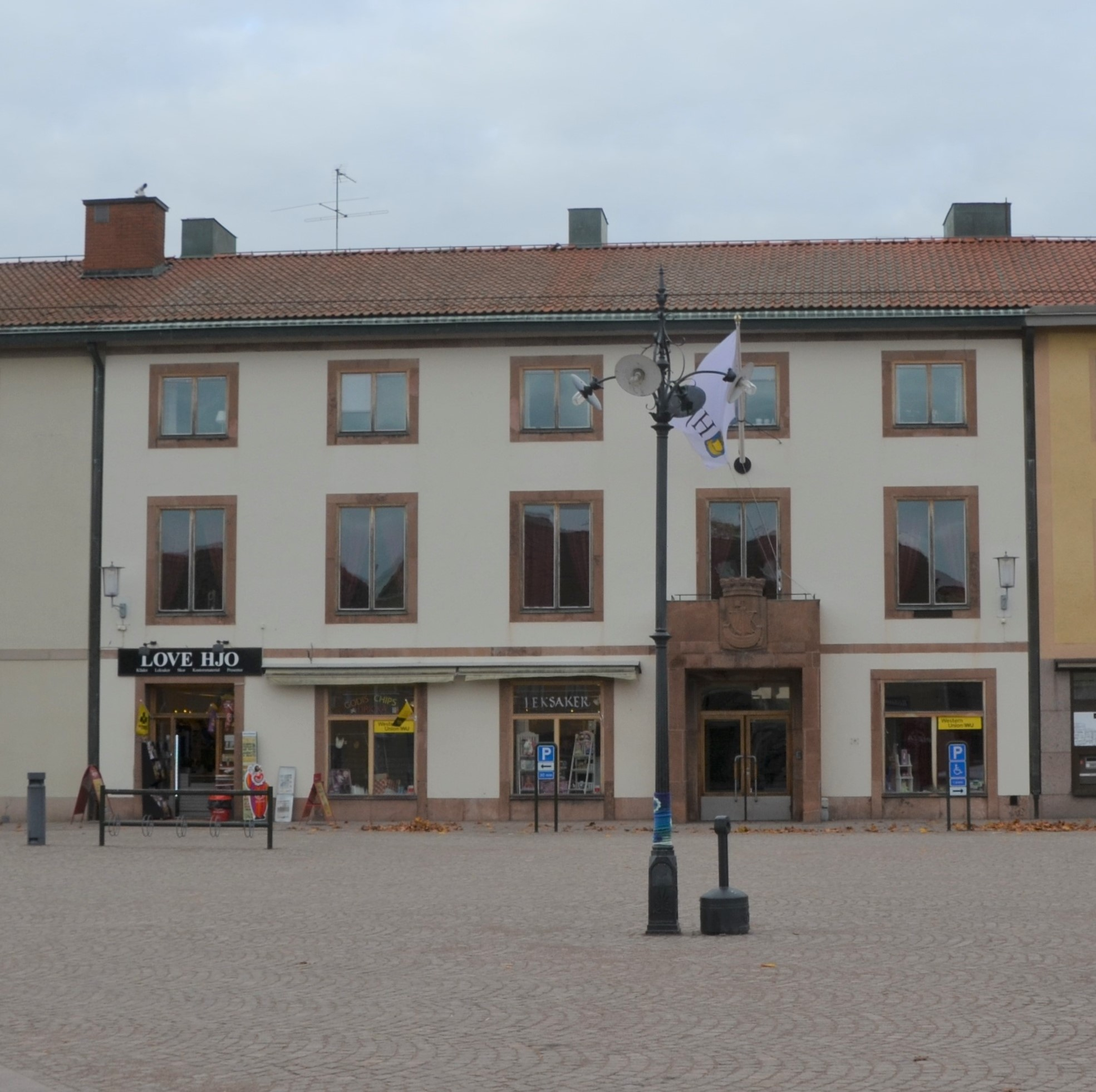
Stadshuset i Hjo 1936–1938
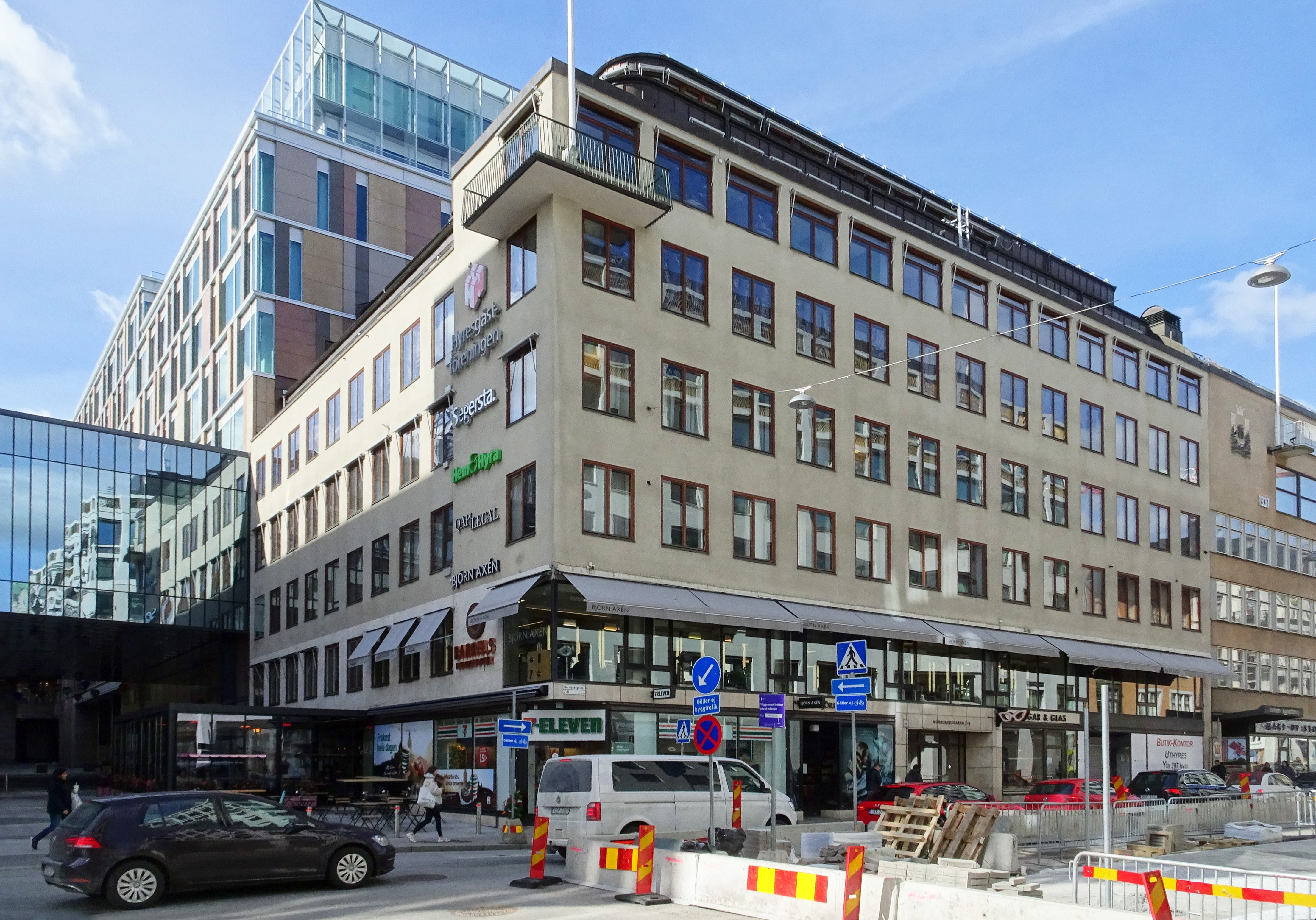
Kontorshuset i kvarteret Hästen, Norrlandsgatan 7 i Stockholm byggår 1939
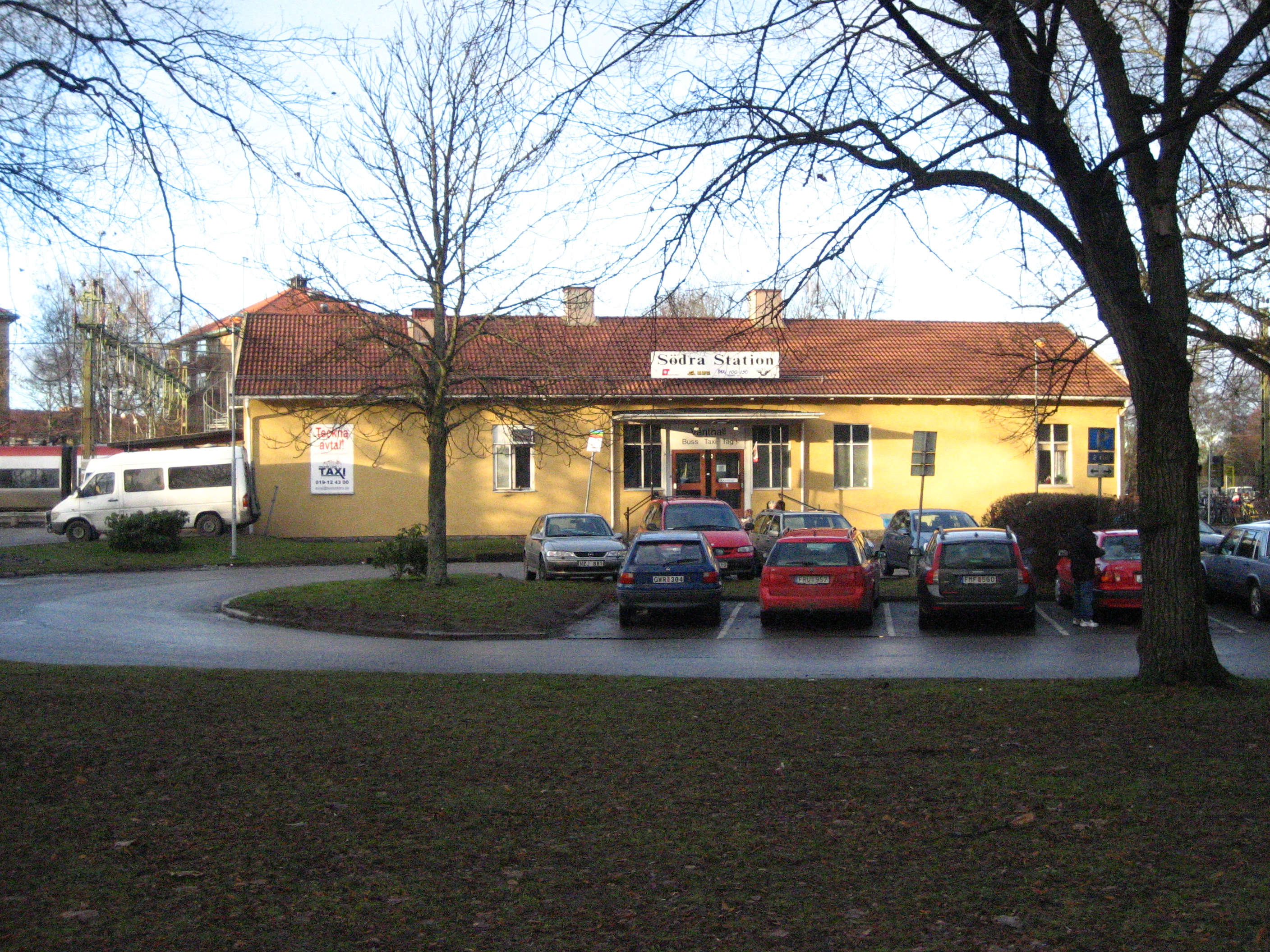
Södra station, Örebro, ombyggd 1942
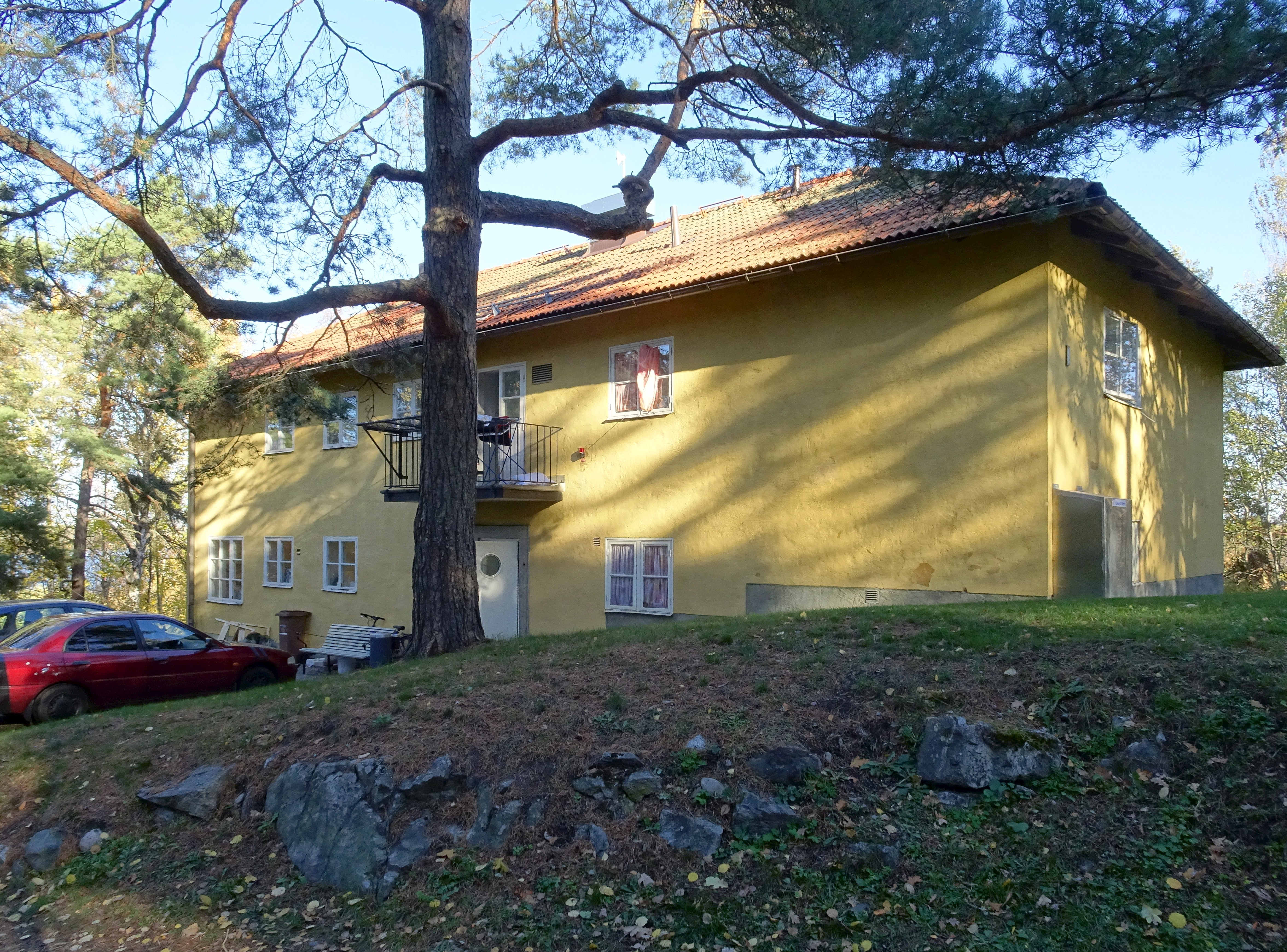
Elevhemmet "Västbo" på Eolshäll i Stockholm, 1945–1950
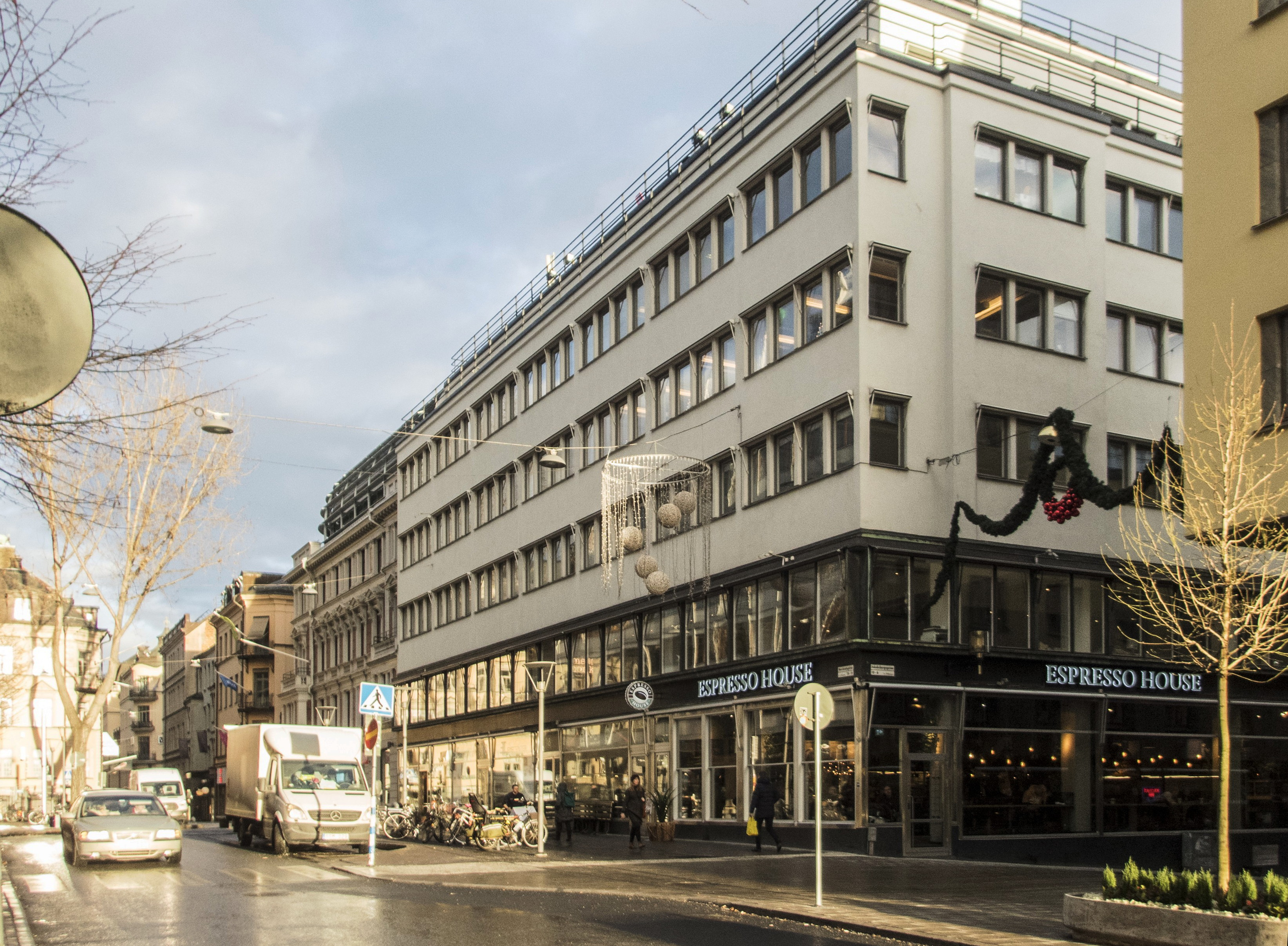
Vildmannen 3, Stockholm, 1931–1932